# Strandkézilabda
A strandkézilabda (angolul beach handball); a kézilabda önállósult válfaja. Mint önálló sportág, csak rövid múltra tekinthet vissza. Beceneve: strandkézi.

## Története
A sportág Olaszországból indult el, ahol egyes edzők és játékvezetők a kézilabdának nyáron homokban játszható változatát alakították ki. A strandkézilabda alkalmasnak bizonyult arra is, hogy a kézilabdázók a nyári pihenőidőben felkészülhessenek az őszi szezonra.
1993-ban Papp László, a Budapesti Elektromos egykori kézilabdázója, későbbi játékvezető hozta be az ötletet az olaszországi Teramóból , sőt az első szabványos strandkézi labdát , ill. a szabálykönyvet is . Három régi kézilabdás  segítette őt : Csiha Andrea, Batári Szabolcs , valamint Marosi Mátyás, egykori NB I -es kézilabda játékvezető.
Az első mérkőzésre Dunaújvárosban a Szalki szigeten került sor, 1994. augusztus 13-án. A mérkőzésen két NB I-es csapat, a Budapesti Elektromos és a PEMÜ SE Solymár mérkőzött meg egymással. A mérkőzést Marosi Mátyás vezette. A PEMÜ SE győzött. A nézők száma mintegy 100 lehetett.
1995-ben ugyanazok a szervezők megszerveztek egy körmérkőzéses tornát, 3 férfi és 3 női csapat részvételével.
1995 augusztusában, szintén Dunaújvárosban, a Szalki sziget, megrendezték az első hazai strandkézi tornát az MHM kupáért.
Eredmény :
NŐK : 1. TFSE , 2 . Bp.Postás SE ifi , 3. Királymajor – Csepel
FÉRFIAK : 1. Dunaferr 2. Bp.ELEKTROMOS SE ifi , 3. Pilisvörösvár
Az MKSZ 1999-ben szervezte meg a következő bajnokságot , az alapító szervezők mellőzésével ... 
2000-ben rendezték meg a következő bajnokságot és Magyar Kupát is. Azóta serdülő-, ifi- és gyermekkorosztályokban is rendszeresen játszanak nyaranként.
Nemzetközi szinten is magasan jegyzik a magyar strandkézit : volt már BEK győztes női csapatunk is , ifi EB-t is nyert mar a magyar csapat .
2016-ban Magyarországon rendezték a VB-t. Mindkét csapatunk a legjobb 4 közé került.
2023-ban férfi strandkézilabda válogatott Európa bajnoki címet szerzett mellyel kvalifikálták magukat az Európa és a Világ játékokra
2023 Európa játékok ezüst érem

## A csapatok
A pálya mérete 27 × 12 m. A mérkőzéseket nők és férfiak vegyesen játszhatják. Egy csapat legfeljebb 10 játékosból áll, akik közül a mérkőzés kezdetekor legalább 6 játékosnak jelen kell lennie. Ha a játékosok száma 4 alá csökken, a játékot félbe kell szakítani. Az érintett csapat elvesztette a mérkőzést.
A játéktéren csapatonként 4 játékos (3 mezőnyjátékos és a kapus) tartózkodhat. A többiek cserejátékosok, akik a saját cserehelyükön kötelesek tartózkodni.
A játékos akkor rendelkezik részvételi jogosultsággal, ha a kezdésnél jelen van és neve bekerül a jegyzőkönyvbe.
A részvételi jogosultsággal rendelkező játékos saját cserehelyénél bármikor beléphet a játéktérre.
Ha egy olyan játékos lép a pályára aki nem volt beírva a jegyzőkönyvbe, kizárással büntetendő. A mérkőzés az ellenfél javára ítélt szabaddobással folytatódik.
A csapatnak az egész mérkőzés alatt a pályán egy játékost kapusként kell szerepeltetni. Az a játékos, akit kapusnak jelöltek, bármikor szerepelhet mezőnyjátékosként. A mezőnyjátékos is bármikor átveheti a kapus feladatkörét.
A csapat a meccs folyamán legfeljebb 4 hivatalos személyt foglalkoztathat. A hivatalos személyek a mérkőzés alatt nem cserélhetők. Közülük egy személyt csapatvezetőként kell megjelölni. Csak ő jogosult az időmérővel, a titkárral és esetleg a játékvezetővel tárgyalni.
A szabály elleni vétséget, a sportszerűtlen magatartást kell büntetni. A játékot az ellenfél javára megítélt szabaddobással kell folytatni.
Sérülés esetén a játékvezetők engedélyt adhatnak a pályára való belépésre játékidő megszakítása után két személynek.

## A mérkőzések győztesének eldöntése
Alapjában véve az a csapat nyer, amelyik több gólt lő. Vannak a hagyományos kézilabda szabályaitól eltérő szabályok is. Ha valamely félidő végén az állás döntetlen, akkor az úgynevezett aranygól szabályt alkalmazzák, vagyis az nyeri a félidőt, aki ezek után hamarabb lő gólt.
Abban az esetben, ha mindkét csapatnak van megnyert félideje, szétlövésre kerül sor, amikor csak egy játékos van a kapus ellen. A kapusoknak egy lábukkal kötelezően a gólvonalon kell állniuk. Az a csapat nyeri meg a mérkőzést, aki a szétlövés során több gól lő be az ellenfél kapujába. Azonban ha az egyik csapat létszáma a mérkőzés folyamán valamilyen okból (pl. sérülés, kiállítás) 5 fő alá csökken, akkor azok eggyel kevesebbet lőhetnek majd a szétlövésnél.